# Аксел Туанзебе
Аксел Туанзебе е роден на 14 ноември 1997 г. в Демократична република Конго. Футболист е на английския Бърнли и националният отбор на ДР Конго. Аксел прави своят дебют за Манчестър Юнайтед на 7 май 2017 г. при загубата от Арсенал с 0 – 2 на „Емирейтс стейдиъм“ в мач от Висшата лига на Англия.